# Survivor Series 1989
Survivor Series 1989 fu la terza edizione dell'omonimo pay-per-view prodotto dalla World Wrestling Federation. L'evento ebbe luogo nel giorno del Ringraziamento, il 23 novembre 1989 all'arena Rosemont Horizon di Rosemont, Illinois. Questa fu la prima edizione della manifestazione nella quale le varie squadre di wrestler partecipanti avevano un nome. Inoltre furono le prime Survivor Series ad avere match quattro contro quattro anziché cinque contro cinque.
Il main event fu l'incontro tra gli "Ultimate Warriors" (The Ultimate Warrior, The Rockers (Shawn Michaels & Marty Jannetty) e Jim Neidhart) e la Heenan Family (Bobby Heenan, Colossal Connection (André the Giant & Haku) e Arn Anderson).

## Storyline
Bobby Heenan era un manager heel molto famoso, che aveva condotto svariati suoi clienti alla conquista di titoli WWF dedicandosi alla "distruzione" di tutti i wrestler face della federazione. Ultimate Warrior aveva in corso una rivalità con uno dei protetti di Heenan, Rick Rude, che era iniziata a Royal Rumble. I due si affrontarono l'estate successiva, strappandosi a vicenda l'Intercontinental Championship. I Rockers avevano un feud in corso con i Brain Busters, iniziato all'inizio dell'anno. La rivalità ebbe inizio il 30 gennaio 1989 durante una puntata di Prime Time Wrestling nella quale i due tag team si affrontarono, match che vide vincitori Anderson e Blanchard scorrettamente Lottarono poi in un rematch l'11 marzo a Saturday Night's Main Event che si risolse in un doppio countout. I due tag team rivali furono quindi inseriti nel programma delle Survivor Series in due squadre contrapposte.
A metà del 1989, The Honky Tonk Man aveva iniziato un feud con Dusty Rhodes, che culminò a SummerSlam con la vittoria del secondo. Rhodes venne designato come capitano del "Dream Team" mentre Honky Tonk Man divenne parte degli "Enforcers". Akeem, metà del tag team dei Twin Towers, sconfisse Brutus Beefcake in un match di qualificazione al torneo King of the Ring il 14 ottobre, e ciò portò alla nascita di un feud tra Beefcake e i Twin Towers. Beefcake si unì al Dream Team mentre i Twin Towers divennero i capitani degli Enforcers. Tito Santana & Rick Martel, ex compagni di coppia negli Strike Force, erano in rotta sin da WrestleMania V, dove Martel tradì Santana diventando un heel abbandonandolo durante un match disputato contro i Brain Busters. A SummerSlam, Martel e The Fabulous Rougeaus (Jacques & Raymond) sconfissero Santana e The Rockers (Shawn Michaels & Marty Jannetty). Per le Survivor Series, Martel divenne membro degli Enforcers mentre Santana e The Red Rooster si aggregarono al Dream Team.
Randy Savage era diventato uno dei "cattivi" all'inizio del 1989, rompendo la sua alleanza con Hulk Hogan e sciogliendo i Mega Powers. Poco tempo dopo, sconfisse Jim Duggan vincendo il titolo di "King of Wrestling", dando il via a un feud tra i due. Greg Valentine e Ronnie Garvin erano contrapposti l'un l'altro fin da un match disputatosi il 30 dicembre 1988 al Madison Square Garden nel quale Valentine vinse irregolarmente. Il 22 aprile 1989, durante una puntata di WWF Superstars of Wrestling, nel rematch, il vincitore fu Garvin. Nella puntata seguente di Superstars, si affrontarono nuovamente in un retirement match dove lo sconfitto non avrebbe più potuto lottare. Valentine vinse l'incontro, costringendo quindi Garvin al ritiro. Garvin divenne quindi un arbitro speciale per la WWF. Durante questo periodo, anche se "ufficialmente" un arbitro, colpì diversi wrestler che lo provocavano, incluso Valentine nel corso di un match contro Jimmy Snuka, e venne infine sospeso. Valentine aveva inoltre un feud in corso con Hercules, culminato a SummerSlam dove Valentine sconfisse Hercules appoggiandosi alle corde per schienarlo. Garvin era l'annunciatore ospite dell'incontro, e non solo insultò Valentine durante l'introduzione, ma proclamò persino Hercules vincitore del match per squalifica. Valentine divenne così furioso da chiedere il reintegro immediato di Garvin come lottatore in modo da poterlo affrontare e vendicarsi. La sua richiesta venne accolta dalla dirigenza WWF. Garvin e Hercules furono inclusi nei 4x4s alle Survivor Series, mentre Valentine divenne membro della squadra King's Court. Dino Bravo era coinvolto in una faida con Bret Hart. A Royal Rumble, Jim Duggan, Hart e Jim Neidhart sconfissero Bravo e The Fabulous Rougeaus in un two out of three falls match, quindi Bravo divenne membro dei King's Court e Hart dei 4x4s.
Hulk Hogan aveva da poco recitato come protagonista in una pellicola finanziata dalla WWF, Senza esclusione di colpi. Tommy Lister interpretava invece l'antagonista, il malvagio Zeus, che veniva sconfitto. La rivalità venne trasposta in WWF. Lister venne presentato come Zeus, il personaggio del film che voleva vendicarsi di Hogan nella vita reale. Egli debuttò il 27 maggio 1989 a Saturday Night's Main Event prima di una difesa del titolo da parte di Hogan contro Big Boss Man in un match nella gabbia d'acciaio. Il manager di Boss Man Slick introdusse Zeus, che subito attaccò Hogan durante la sua entrata. Il feud culminò a SummerSlam dove Hogan e Brutus Beefcake sconfissero Randy Savage e Zeus. Alle Series, Zeus fu scelto come membro del Million $ Team contrapposta al team Hulkamaniacs capitanato da Hogan. A WrestleMania V, Ted DiBiase aveva cercato di rubare il serpente di Jake Roberts durante un match di quest'ultimo contro André the Giant, e questo aveva dato inizio ad una rivalità tra i due lottatori. Roberts sconfisse la guardia del corpo di DiBiase, Virgil, a WWF Superstars of Wrestling ma dopo il match, DiBiase lo infortunò mettendolo fuori gioco per mesi. Roberts ritornò alla fine del 1989 ed entrò a far parte della squadra di Hogan per affrontare i Million $ Team di DiBiase. Nel 1988, i Demolition, sotto la guida del manager Mr. Fuji, furono spinti dalla federazione come tag team heel. Una coppia di combattenti face chiamati The Powers of Pain debuttarono nell'estate del 1988 sfidando i Demolition per i Tag Team Championship. Alle Survivor Series del 1988, Fuji causò l'eliminazione dei Demolition che passarono quindi dalla parte dei "buoni", mentre i Powers of Pain entrarono nelle file dei "cattivi". A WrestleMania V, i Demolition sconfissero i Powers of Pain e Mr. Fuji in un handicap match mantenendo i titoli.
A SummerSlam, Roddy Piper aveva interferito in un match che vedeva contrapposti Rick Rude e The Ultimate Warrior causando a Rude la fine del suo regno da campione Intercontinentale. Questo fatto portò Rude e Piper a capitanare due team contrapposti. La squadra di Rude venne denominata "Rude Brood" e quella di Piper "Roddy's Rowdies". Jimmy Snuka entrò a far parte dei Rowdy's Rowdies e Mr. Perfect dei Rude Brood. The Bushwhackers avevano in corso un'accesa rivalità con The Fabulous Rougeaus, e per questo i Bushwhackers si unirono ai Roddy's Rowdies e i fratelli Rougeau entrarono nei Rude Brood.

## Evento

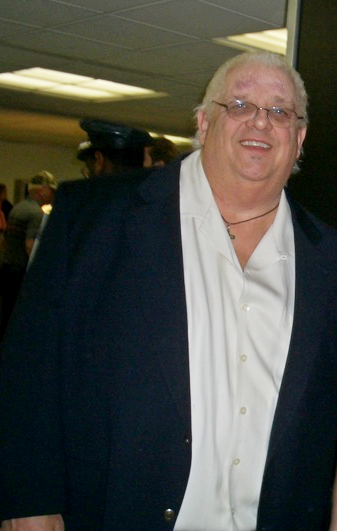
Dusty Rhodes, che capitanò il Dream Team a Survivor Series

Prima che l'evento fosse trasmesso in diretta in pay-per-view, Boris Zhukov sconfisse Paul Roma in un dark match. Il primo match fu il primo Survivor Series match per aver dato un nome a ogni squadra e il primo ad avere quattro partecipanti per ogni team. Fu tra i The Dream Team (Dusty Rhodes, Brutus Beefcake, The Red Rooster e Tito Santana) e i The Enforcers (Big Boss Man, Bad News Brown, Rick Martel e The Honky Tonk Man). Originariamente, il tag team partner di Big Boss Man, Akeem avrebbe dovuto essere membro degli Enforcers, ma fu sostituito da Brown. Rick Martel e Tito Santana, due ex tag team partner, nel match erano rivali. Martel lo schienò con un roll-up e lo elimonò. Come l'anno precedente, Bad News abbandonò la sua squadra dopo aver litigato con il capitano, Big Boss Man, venendo di conseguenza contato fuori. Per diversi minuti i membri delle squadre rivali erano uguali, fino a quando Brutus Beefcake schienò The Honky Tonk Man dopo un high knee, eliminando Honky e lasciando gli Enforcer con soli due membri: Big Boss Man e Martel. Quest'ultimo entrò nel quadrato ma non riuscì ad eliminare Beefcake, che lo schienò con un roll-up, eliminandolo e lasciando solo un uomo per la squadra degli Enforcer, ovvero il suo capitano: Big Boss Man. Egli riuscì a schienare Red Rooster dopo una Boss Man Slam. Poi entrò sul ring il capitano del Dream Team, Rhodes. I due capitani si attaccarono a vicenda. Alla fine Rhodes trionfò dopo averlo schienato a seguito di un flying crossbody. Il Dream Team vinse con Rhodes e Beefcake come unici sopravvissuti.
Il secondo Survivor Series match fu tra i The King's Court (Randy Savage, Canadian Earthquake, Dino Bravo e Greg Valentine) e i 4x4's  (Jim Duggan, Bret Hart, Ronnie Garvin e Hercules). Earthquake fu il sostituto di The Widowmaker. Hercules ed Earthquake iniziarono la contesa. Earthquake lo colpì con un Earthquake Splash e lo schienò, eliminandolo. Greg Valentine salì sul ring e affrontò il capitano dei 4x4, Jim Duggan. Duggan usò la sua stazza e lo colpì con una three-point stance charging clotheslinee, schienandolo e quindi eliminandolo. Ristabilita la parità numericam, Bravo lottò con Garvin. Bravo colpì l'avversario con una side slam e lo schienò, eliminando. Bret Hart usò le sue capacità aeree, ma subì una Savage Elbow. Savage schienò Hart, portando alla sua eliminazione, lasciando i 4x4 con il loro capitano Duggan. Egli fu in grado di difendersi dall'attacco dei tre avversari. Tuttavia, la valletta di Savage, Queen Sherri interferì nel match distraendo Duggan, che uscì dal ring per inseguirla, ma fu contato fuori, sancendo la vittoria dei King's Court. Dopo il match, Duggan afferrò il 2x4 e attaccò i sopravvissuti.

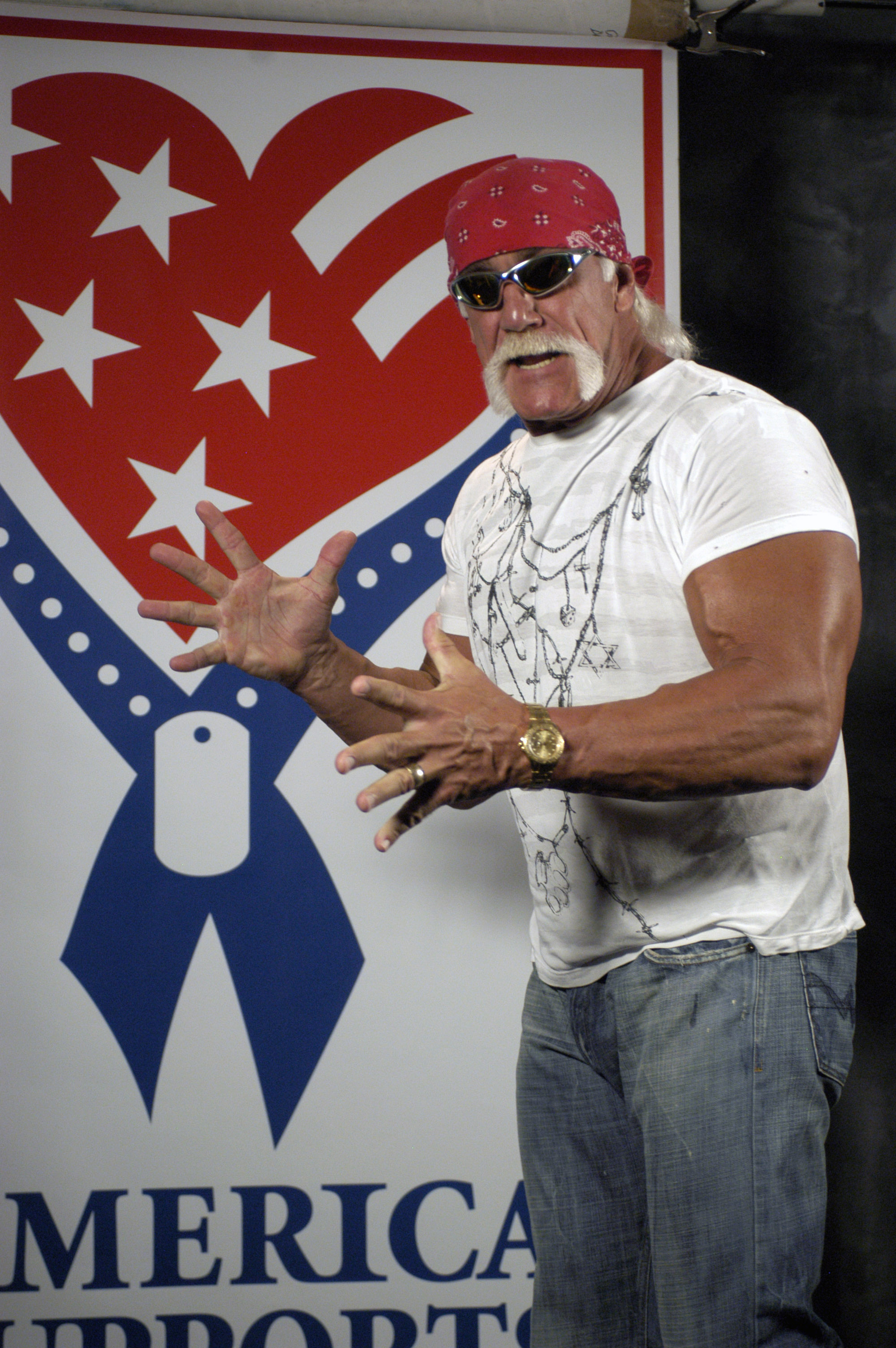
Hulk Hogan, che capitanò gli Hulkamaniacs alle Survivor Series

Il terzo Survivor Series match fu tra i Hulkamaniacs (il WWF Champion Hulk Hogan, i WWF Tag Team Champions Demolition e Jake Roberts) e I Million $ Team (Ted DiBiase, i The Powers of Pain  e Zeus). Zeus spinse l'arbitro al minuto 3:21, così fu squalificato, e allo stesso tempo eliminato. A quel punto entrarono in azione Ax e Warlord. Il primo dominò il confronto fino a che il manager dei Powers of Pain, Mr. Fuji lo distrasse. Warlord ne approfittò e lo schienò, eliminandolo, lasciando entrambe le squadre con tre membri. Successivamente, Smash, cercò di vendicarsi dell'eliminazione del compagno, ma fu schienato dopo aver subito una flying clothesline, lasciando i Hulkamaniacs con due membri: Jake Roberts e Hulk Hogan. I Pain attaccarono contemporaneamente Hogan, così furono squalificati ed eliminati. Roberts prese il sopravvento su DiBiase fino a che il suo manager, Virgil distrasse Roberts. DiBiase lo schienò poggiando i piedi sulle corde per fare leva. I due i capitani quindi si affrontarono uno contro l'altro, e Hogan colpì l'avversario con un leg drop, e lo schienò, eliminandolo.
Il quarto Survivor Series match contrappose i The Rude Brood (Rick Rude, Mr. Perfect e i The Fabulous Rougeaus e i Roddy's Rowdies (Roddy Piper, Jimmy Snuka e i The Bushwhackers. Snuka e Jacques iniziarono la contesa, dove il primo colpì Jacques con una Superfly Splash e lo schienò, eliminandolo. Raymond affrontò il capitano Roddy Piper. Quest'ultimo lo colpì con un piledriver che portò alla sua eliminazione. Mr. Perfect era stato spinto un lottatore imbattuto da quando arrivò nella WWF nel 1988. Egli schienò Butch con un roll-up eliminandolo, togliendo ai Roddy's Rowdies il primo uomo. Luke, affrontò Rude, ma fu colpito da un Rude Awakening. A quel punto Rude schienò il malcapitato, lasciando la squadra nemica a 2 uomini. Entrambe le squadre avevano quindi solamente due membri. Entrambi i capitani, Rude e Piper lottarono tra loro e furono contati fuori, lasciando solo un uomo per entrambe le squadre: Jimmy Snuka per i Roddy's Rowdies e Mr. Perfect per i The Rude Brood. Snuka usò le sue abilità aeree per attaccare l'avversario, ma non riuscì a schienarlo. Perfect lo colpì con un Perfectplex e lo schienò vincendo il match.
Il main event fu un Survivor Series match che contrappose i The Ultimate Warriors (The Ultimate Warrior, i The Rockers e Jim Neidhart) e i The Heenan Family (il manager Bobby Heenan, i Colossal Connection (André the Giant e Haku ) e Arn Anderson). Il compagno di coppia di Arn Anderson Tully Blanchard era originariamente previsto come membro dei The Heenan Family ma fu licenziato dalla WWF nel giorno del pay-per-view per aver fallito un test di antidroga, così Heenan lo sostituì. Dopo appena 20 secondi Andrè fu eliminato dopo essere stato contato fuori. Neidhart fu schienato da Haku dopo un Thrust Kick. Jennetty fu schienato da Warriors dopo aver subito un knee drop. Haku fu schienato da Michaels dopo un Flying Crossbody. Quest'ultimo fu schienato da Anderson dopo un Anderson Drop. Egli fu poco dopo schienato da Warrior dopo una Gorilla Press Slam. Infine Warrior schienò Heenan, e divenne l'unico sopravvissuto del suo team.

## Conseguenze
The Ultimate Warrior divenne un main eventer. A WrestleMania VI sconfisse Hulk Hogan e vinse il WWF Championship in un title vs. title match dove anche l'Intercontinental Championship di Warrior era in palio.
Andrè the Giant e Haku fecero coppia occasionalmente prima delle Survivor Series, ma questo fu il loro primo match ad alto profilo come tag team. Dopo le Survivor Series, i due formarono un team conosciuto come la Colossal Connection, che facevano parte della Heenan Family.
L'ultimo confronto tra Hogan e Zeus si ebbe all'evento speciale nel mese di dicembre chiamato No Holds Barred: The Movie and The Match, dove l'attore Tom Lister nel personaggio di Zeus fece coppia con Randy Savage e Hogan e Brutus Beefcake si riunirono per uno special tag team steel cage match, il quale vide trionfare questi ultimi.

## Risultati
| #          | Match | Stipulazioni                                    | Durata |
| ---------- | --- | ----------------------------------------------- | ------ |
| Dark match | Boris Zhukov ha sconfitto Paul Roma. | Single match                                    | N/A    |
| 1          | The Dream Team (Dusty Rhodes, Brutus Beefcake, The Red Rooster e Tito Santana) ha sconfitto The Enforcers (Big Boss Man, Bad News Brown, Rick Martel e The Honky Tonk Man) (con Jimmy Hart e Slick).                                                 | Four-on-four Survivor Series elimination match1 | 22:02  |
| 2          | The King's Court (Randy Savage, Canadian Earthquake, Dino Bravo e Greg Valentine) (con Jimmy Hart e Queen Sherri) ha sconfitto The 4x4's: (Jim Duggan, Bret Hart, Ronnie Garvin e Hercules).                                                         | Four-on-four Survivor Series elimination match2 | 23:25  |
| 3          | The Hulkamaniacs (Hulk Hogan, Demolition e Jake Roberts) hanno sconfitto The Million Dollar Team (Ted DiBiase, The Powers of Pain e Zeus) (con Virgil e Mr. Fuji).                                                                                   | Four-on-four Survivor Series elimination match3 | 27:32  |
| 4          | The Rude Brood (Rick Rude, Mr. Perfect, The Fabulous Rougeaus (Jacques Rougeau e Raymond Rougeau) (con The Genius e Jimmy Hart) hanno sconfitto Roddy's Rowdies (Roddy Piper, Jimmy Snuka e The Bushwhackers (Bushwhacker Butch e Bushwhacker Luke). | Four-on-four Survivor Series elimination match4 | 21:27  |
| 5          | The Ultimate Warriors (The Ultimate Warrior, The Rockers e Jim Neidhart) hanno sconfitto The Heenan Family (Bobby Heenan, André the Giant, Haku e Arn Anderson)                                                                                      | Four-on-four Survivor Series elimination match5 | 20:28  |

### Match ad eliminazione
1
| Eliminazione N. | Wrestler                                       | Team                                           | Eliminato da                                   | Modalità eliminazione                                       | Durata                                         |
| --------------- | ---------------------------------------------- | ---------------------------------------------- | ---------------------------------------------- | ----------------------------------------------------------- | ---------------------------------------------- |
| 1               | Tito Santana                                   | The Dream Team                                 | Rick Martel                                    | Schienato con un roll-up                                    | 09:15                                          |
| 2               | Bad News Brown                                 | The Enforcers                                  | N/A                                            | Count-out dopo aver litigato con Boss Man lasciando il ring | 15:26                                          |
| 3               | Honky Tonk Man                                 | The Enforcers                                  | Brutus Beefcake                                | Schienato dopo un high-knee                                 | 17:24                                          |
| 4               | Rick Martel                                    | The Enforcers                                  | Brutus Beefcake                                | Schienato con un roll-up                                    | 20:13                                          |
| 5               | The Red Rooster                                | The Dream Team                                 | Big Boss Man                                   | Schienato dopo una Boss Man Slam                            | 21:00                                          |
| 6               | Biss Boss Man                                  | The Enforcers                                  | Dusty Rhodes                                   | Schienato dopo un Flying Croosbody                          | 22:02                                          |
| Sopravvissuti:  | Dusty Rhodes e Brutus Beefake (The Dream Team) | Dusty Rhodes e Brutus Beefake (The Dream Team) | Dusty Rhodes e Brutus Beefake (The Dream Team) | Dusty Rhodes e Brutus Beefake (The Dream Team)              | Dusty Rhodes e Brutus Beefake (The Dream Team) |

2
| Eliminazione N. | Wrestler                                                 | Team                                                     | Eliminato da                                             | Modalità eliminazione                                           | Durata                                                   |
| --------------- | -------------------------------------------------------- | -------------------------------------------------------- | -------------------------------------------------------- | --------------------------------------------------------------- | -------------------------------------------------------- |
| 1               | Hercules                                                 | The 4x4s                                                 | Earthquake                                               | Schienato dopo un Earthquake Splash                             | 03:57                                                    |
| 2               | Greg Valentine                                           | The King's Court                                         | Jim Duggan                                               | Schienato dopo una charging clothesline                         | 07:32                                                    |
| 3               | Ronnie Garvin                                            | The 4x4s                                                 | Dino Bravo                                               | Schienato dopo una side slam                                    | 11:17                                                    |
| 4               | Bret Hart                                                | The 4x4s                                                 | Randy Savage                                             | Schienato dopo un flying elbow drop                             | 19:06                                                    |
| 5               | Jim Duggan                                               | The 4x4s                                                 | N/A                                                      | Count-out dopo un'interferenza esterna da parte di Queen Sherri | 23:25                                                    |
| Sopravvissuti:  | Randy Savage, Earthquake e Dino Bravo (The King's Court) | Randy Savage, Earthquake e Dino Bravo (The King's Court) | Randy Savage, Earthquake e Dino Bravo (The King's Court) | Randy Savage, Earthquake e Dino Bravo (The King's Court)        | Randy Savage, Earthquake e Dino Bravo (The King's Court) |

3
| Eliminazione N. | Wrestler                                 | Team                          | Eliminato da                  | Modalità eliminazione                                                         | Durata                        |
| --------------- | ---------------------------------------- | ----------------------------- | ----------------------------- | ----------------------------------------------------------------------------- | ----------------------------- |
| 1               | Zeus                                     | The Million $ Team            | N/A                           | Squalificato per aver spintonato l'arbitro                                    | 03:21                         |
| 2               | Ax                                       | The Hulkamaniacs              | The Warlord                   | Schienato dopo un'interferenza esterna di Mr. Fuji                            | 09:50                         |
| 3               | Smash                                    | The Hulkamaniacs              | The Barbarian                 | Schienato dopo una flying clothesline                                         | 13:42                         |
| 4 & 5           | The Powers of Pain (Warlord e Barbarian) | The Million $ Team            | N/A                           | Entrambi sono stati squalificati aver eseguito una manovra congiunta su Hogan | 19:51                         |
| 6               | Jake Roberts                             | The Hulkamaniacs              | Ted DiBiase                   | Schienato dopo un Fist Drop                                                   | 23:42                         |
| 7               | Ted DiBiase                              | The Million $ Team            | Hulk Hogan                    | Schienato dopo un leg drop                                                    | 27:32                         |
| Sopravvissuto:  | Hulk Hogan (The Hulkamaniacs)            | Hulk Hogan (The Hulkamaniacs) | Hulk Hogan (The Hulkamaniacs) | Hulk Hogan (The Hulkamaniacs)                                                 | Hulk Hogan (The Hulkamaniacs) |

4
| Eliminazione N. | Wrestler                     | Team                         | Eliminato da                 | Modalità eliminazione                                       | Durata                       |
| --------------- | ---------------------------- | ---------------------------- | ---------------------------- | ----------------------------------------------------------- | ---------------------------- |
| 1               | Jacques Rougeau              | The Rude Brood               | Jimmy Snuka                  | Schienato dopo il Superfly Splash                           | 04:01                        |
| 2               | Raymond Rougeau              | The Rude Brood               | Roddy Piper                  | Schienato dopo un piledriver                                | 07:30                        |
| 3               | Bushwhacker Butch            | Roddy's Rowdies              | Mr. Perfect                  | Schienato con un roll-up                                    | 10:46                        |
| 4               | Bushwhacker Luke             | Roddy's Rowdies              | Rick Rude                    | Schienato dopo un Rude Awakening                            | 12:14                        |
| 5               | Rick Rude e Roddy Piper      | Rude Brood e Roddy's Rowdies | N/A                          | Contati entrambi fuori dopo combattuto all'esterno del ring | 18:35                        |
| 7               | Jimmy Snuka                  | Roddy's Rowdies              | Mr. Perfect                  | Schienato dopo il Perfect Plex                              | 21:27                        |
| Sopravvissuto:  | Mr. Perfect (The Rude Brood) | Mr. Perfect (The Rude Brood) | Mr. Perfect (The Rude Brood) | Mr. Perfect (The Rude Brood)                                | Mr. Perfect (The Rude Brood) |

5
| Eliminazione N. | Wrestler                                     | Team                                         | Eliminato da                                 | Modalità eliminazione                                              | Durata                                       |
| --------------- | -------------------------------------------- | -------------------------------------------- | -------------------------------------------- | ------------------------------------------------------------------ | -------------------------------------------- |
| 1               | Andrè the Giant                              | The Heenan Family                            | N/A                                          | Cont-out dopo essere stato mandando fuori ring da Ultimate Warrior | 00:27                                        |
| 2               | Jim Neidhart                                 | The Ultimate Warriors                        | Haku                                         | Schienato dopo un Thrust Kick                                      | 03:32                                        |
| 3               | Marty Jannetty                               | The Ultimate Warriors                        | Bobby Heenan                                 | Schienato dopo una knee drop                                       | 08:53                                        |
| 4               | Haku                                         | The Heenan Family                            | Shawn Michaels                               | Schienato dopo un Flying Croosbody                                 | 12:54                                        |
| 5               | Shawn Michaels                               | The Ultimate Warriors                        | Arn Anderson                                 | Schienato dopo una Anderson Drop                                   | 15:47                                        |
| 6               | Arn Anderson                                 | The Heenan Family                            | The Ultimate Warrior                         | Schienato dopo una combo Gorilla Press Slam/splash                 | 18:19                                        |
| 7               | Bobby Heenan                                 | The Heenan Family                            | The Ultimate Warrior                         | Schienato dopo una Gorilla Press Splash                            | 20:28                                        |
| Sopravvissuto:  | The Ultimate Warrior (The Ultimate Warriors) | The Ultimate Warrior (The Ultimate Warriors) | The Ultimate Warrior (The Ultimate Warriors) | The Ultimate Warrior (The Ultimate Warriors)                       | The Ultimate Warrior (The Ultimate Warriors) |

## Altri talenti on-scren
| Commentatori - Gorilla Monsoon - Jesse Ventura Intervistatori - Gene Okerlund - Sean Mooney Ring Announcer - Howard Finkel | Arbitri - Earl Hebner - Joey Marella - Tim White - Mike Chioda - John Binella - Rene Goulet - Shane Stevens |